# Fisker Tramonto
O Tramonto é um modelo esportivo da Fisker Coachbuild.